# 隈丸優次
隈丸 優次（くままる ゆうじ、1951年12月7日 - ）は、日本の外交官。2013年（平成25年）1月15日からカンボジア駐箚特命全権大使。

## 人物・経歴
福岡県久留米市出身。1975年（昭和50年）慶應義塾大学経済学部を卒業後、外務省に入省。同年より外務省アジア局中国課勤務。1976年（昭和51年）6月から香港中文大学新亜書院で、同年9月から北京語言学院（現北京語言大学）で中国語研修を受けたチャイナ・スクール。
1986年7月から国際連合事務局勤務。1989年6月国際連合日本政府代表部一等書記官、1989年7月在中華人民共和国日本国大使館参事官、1992年2月外務省国際連合局社会協力課長、1993年8月外務省総合外交政策局国際社会協力部国際連合行政課長、1994年5月国際連合日本政府代表部参事官、1996年（平成8年）5月財団法人交流協会台北事務所総務部長、1999年4月国際連合日本政府代表部公使、2001年（平成13年）在中華人民共和国日本国大使館公使、2004年4月独立行政法人国際交流基金統括役。
2005年（平成17年）2月から上海総領事、2008年（平成20年）7月からタイ王国特命全権公使兼東南アジア地球科学計画調整委員会 (CCOP)常駐代表、2010年（平成22年）8月、香港総領事を経て、2013年（平成25年）1月15日からカンボジア駐箚特命全権大使。2016年（平成28年）10月から特命全権大使（国際テロ対策・組織犯罪対策協力担当）兼国際テロ対策・組織犯罪対策協力のための日本政府代表。

## 同期
- 河相周夫（12年外務事務次官・10年内閣官房副長官補）
- 別所浩郎（12年駐韓大使・10年外務審議官）
- 奥田紀宏（13年駐カナダ大使・10年駐エジプト大使・08年国連次席大使）
- 谷崎泰明（13年外務省研修所長・10年駐ベトナム大使）
- 三輪昭（14年関西担当大使・10年駐ブラジル大使・08年駐ポルトガル大使）
- 鈴木庸一（13年駐フランス大使・10年駐シンガポール大使）
- 門司健次郎（13年ユネスコ代表部大使・10年駐カタール大使）
- 渥美千尋（11年駐アイルランド大使・08年駐パキスタン大使）
- 山口寿男（07年駐ノルウェー大使・06年駐イラク大使）
- 岸野博之（13年駐ラオス大使・10年駐エチオピア大使）
- 水城幾雄（10年駐パナマ大使）
- 江川明夫（13年駐スロバキア大使・10年駐ザンビア大使）
- 竹内春久（13年駐シンガポール大使・11年駐沖縄担当大使・08年駐イスラエル大使）
- 西林万寿夫（13年駐ギリシャ大使・10年兼北極担当大使・12年文化交流担当大使・09年駐キューバ大使）
- 篠塚保（12年国際テロ対策・組織犯罪対策協力担当兼サイバー政策担当大使・09年駐バングラデシュ大使）
- 蒲原正義（13年駐カザフスタン大使・12年査察担当大使・9年駐グルジア大使）
- 森元誠二（13年駐スウェーデン大使・08年駐オマーン大使）
- 小林祐武（98年外務省経済局総務参事官室課長補佐）
- 椿秀洋（12年駐ボリビア大使）
- 庄司隆一（11年駐ナイジェリア大使）
- 清水武則（11年駐モンゴル大使）
- 藤田順三（13年駐ウガンダ大使）
- 丸尾眞（12年科学技術協力担当大使・10年駐キルギス大使）
- 名井良三（13年駐アンゴラ大使）
- 福田米蔵（11年駐ジンバブエ大使）
- 大部一秋（13年駐ウルグアイ大使）